# Bíró Lajos (zoológus)

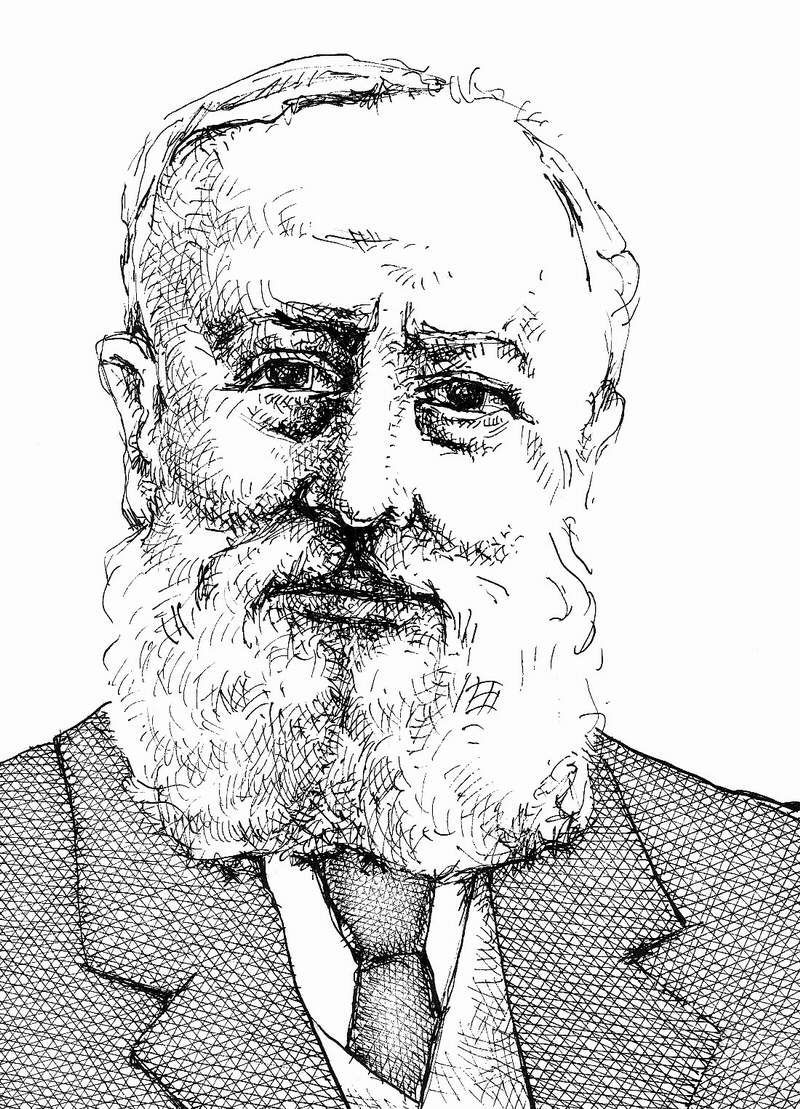
A tudós arcképe
Muhi Sándor grafikus rajza

Bíró Lajos (Tasnád, 1856. augusztus 29. – Budapest, 1931. szeptember 2.) zoológus (entomológus), néprajzi gyűjtő.
Az entomológus Bíró Lajos 1896 és 1902 között Német-Új-Guineában végzett természetrajzi és etnográfiai gyűjtést. Az általa gyűjtött mintegy 5600 néprajzi tárgy a budapesti Néprajzi Múzeum Óceánia-gyűjteményének legnagyobb algyűjteménye, amely koraisága mellett a pontos és részletes feljegyzések, a kéziratos hagyaték, valamint a fotók nagy száma miatt nemzetközileg is egyedülállónak számít.
Természettudományos gyűjteményének (amely a Természettudományi Múzeumban található), a 200 000 állat feldolgozásán több bel- és külföldi kutató dolgozott, több mint 150 tudományos cikk és értekezés született róla. 2400 addig ismeretlen állatfajt tartalmaz, amelyből közel 250 faj és 17 állatnem őrzi Bíró nevét. Botanikai gyűjteménye pedig további 130 új fajt és 14 új alnemet tartalmaz.

## Életrajza
Bíró Lajos és Kapusi Ágnes gyermekeként született. Érettségijét követően a debreceni, majd budapesti református teológián erősödött meg benne a szándék, hogy utazó természetvizsgálóként a szinte még kőkori körülmények között élő népek közt kutasson. Budapesten teológiai tanulmányai mellett a Magyar Nemzeti Múzeum Állattárában gyarapította ismereteit. Még tanulmányai befejezése előtt azonban kénytelen volt nevelőként elhelyezkedni előbb Budaörsön, majd Sátoraljaújhelyen, ahol megírta első tudományos dolgozatát, Adatok Zemplén vármegye természetrajzi ismeretéhez címmel. Chyzer Kornél rovarkutatóval pedig közösen elkészítették a megye zoológiai monográfiáját. Bíró később az ő segítségével ideiglenes filoxérabiztosi állást kapott Budapesten, amely mellett a Rovartani Lapokat szerkesztette és publikált.
Mivel állásában nem véglegesítették, újra tanítóként helyezkedett el Rákospalotán, majd a kecskeméti református kollégiumban. Ekkor írta meg Kecskemét állattani monográfiáját és rovartani kutatásokat végzett a Tátrában és Erdélyben. 1893-ban beiratkozott a Budapesti Magyar Királyi Tudományegyetem Bölcsészettudományi Karára, ahol laboránsi fizetéséből, valamint publikációiból tartotta fenn magát. Mindeközben olvasta a szakirodalmat, tanulmányozta a preparálási módszereket, gyűjtött és nyelveket tanult. Az utazásba vetett reményei akkor látszottak valóra válni, amikor a Királyi Magyar Természettudományi Társulat 1895-ben ülést rendezett Fenichel Sámuel emlékére, hangsúlyozva, hogy munkáját folytatni kell. Bíró – megnyerve Herman Ottó támogatását is – felajánlkozott az útra. Az induláshoz szükséges összeg előteremtésére megvették tőle 60 000 darabos rovargyűjteményét, az út idejére pedig szerződést kötöttek, hogy amennyiben az általa gyűjtött természet- és néprajzi tárgyakat átveszik, ellenértéküket Új-Guineába utalva pedig Bíró fenn tudja tartani magát.
1895. november 7-én hagyta el Budapestet, 1896. január 1-jén szállt partra Német-Új-Guinea kormányzati székhelyén, az Astrolabe-öbölbeli Friedrich-Wilhelmshafenben. Az ott töltött hat év alatt bejárta az összes elérhető és fehérek által lakott helyet, így a Hansemann-partot, az Astrolabe és a Huon-öblöt. Robert Kochhal pedig, aki malária elleni kutatásokat végzett a területen, körutazást tett Új-Írországban. 1897–ben közel egy évre elhagyta Új-Guineát, Szingapúrba, Jávára és Ausztráliába utazott, hogy készleteit kiegészítse és szakirodalmi ismereteit bővítse. 1901. december 27-én indult haza, Ceylon, India, Omán és Egyiptom érintésével és 1902. augusztus 27-én érkezett meg Budapestre.
A fogadására nagy tömeg gyűjt össze. Tiszteletére Fraknói Vilmos püspök adott fogadást, amelyen képviseltették magukat a Magyar Tudományos Akadémia és a Nemzeti Múzeum osztályai is. A Magyar Nemzeti Múzeum Állattárának tiszteletbeli őrévé nevezték ki.
1908-ban Vágó Aladár gimnázium igazgató tanár, etnográfus az akkor nehéz körülmények között élő tudóst elhívta Szigetszentmiklósra lakni, lakóházán 1956-ban emléktáblát avattak, ami a mai napig megtekinthető.

1926. március 25-én a szegedi Ferenc József Tudományegyetem díszdoktorává avatta. Bíró az elkövetkező években gyűjtött Máltán, Tuniszban, Krétán, Erdélyben, később pedig a Balkán-hegységben kutatott.

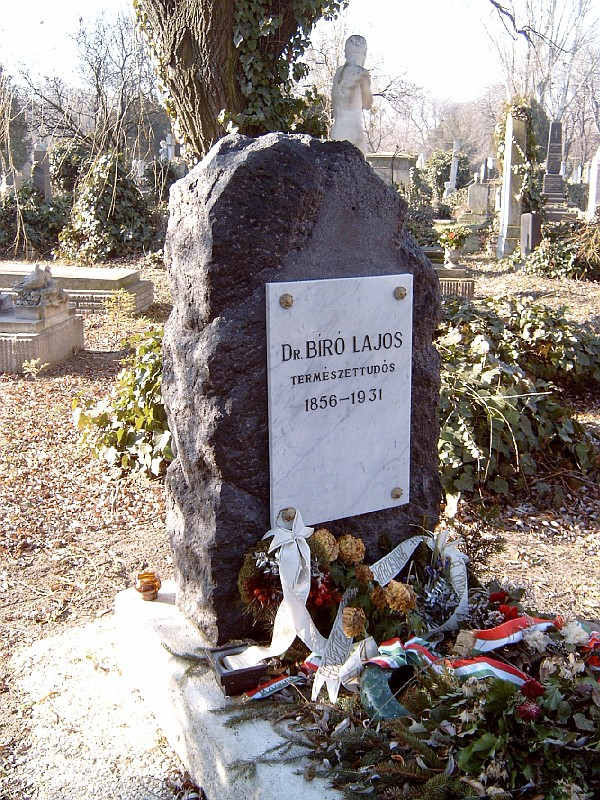
Sírja a Fiumei úti sírkertben

1931. szeptember 2-án halt meg Budapesten. A Kerepesi úti temetőben helyezték örök nyugalomra, a főváros által felajánlott díszsírhelyen. Az obeliszkek aztán az 1980-as években eltűntek, 2004-ben a családja temettette újra, és állított neki új síremléket.

## Művei[4]
- (1882): Adatok Zemplén megye természetrajzi ismeretéhez 2. Dr. Chyzer Kornél gyűjteményének bogarai. Magyar Orvosok és Természetvizsgálók XXII. Debrecenben 1882 évben tartott vándorgyűlésének munkálatai. 1–54.
- (1896): Levelek Új-Guineából. Természettudományi Közlöny XXVIII: 533–542, 552–588, 629–634.
- (1897): Biró Lajos levelei Új-Guineából. Természettudományi Közlöny XXIX (333): 241–248.
- (1897) Levelek Új-Guineából. Természettudományi Közlöny (29): 19-27, 67–69, 191–198, 241–248, 365–369, 469–474.
- (1898): Levelek Új-Guineából. Természettudományi Közlöny (30): 592–595, 658–660.
- (1899): Biró Lajos német-új-guineai (berlinhafeni) néprajzi gyűjteményének leíró jegyzéke. Beschreibender Catalog der ethnographischen Sammlung Ludwig Biró’s aus Deutsch-Neu-Guinea (Berlinhafen). Összeállította Jankó János. A Magyar Nemzeti Múzeum Néprajzi Gyűjteményei. Budapest: Hornyánszky. REAL-EOD
- (1899): Levelek Új-Guineából. Természettudományi Közlöny (31): 74–75, 137–140, 202–204, 293–298, 358–359, 471–473, 578–583.
- (1900): Levelek Új- Guineából. Természettudományi Közlöny (32): 103–104, 241–242, 351–356, 473–475, 516–518.
- (1901): Biró Lajos új-guineai (Astrolabe-öböl) néprajzi gyűjteményének leíró jegyzéke. Beschreibender Catalog der ethnographischen Sammlung Ludwig Biró’s aus Deutsch-Neu-Guinea (Astrolabe-Bai). Összeállította Semayer Vilibald. A Magyar Nemzeti Múzeum Néprajzi Gyűjteményei 3. Budapest: Hornyánszky.
- (1903): Kökorszakbeli élet a jelenben. (3 előadás). Természettudományi Közlöny (35): 771.
- (1919): Első látogatásom a Pápuákhoz. A Természet (1919. június 1–15.)
- (1923): Az én vadembereim. Az Est (1923. május 27, június 5.)
- (1923): A vadember kőbaltája. Az Est (1923. július 20.)
- (1923): Hét év Új-Guineában. Levelek két világrészből. (A Hat világrész–utazások és felfedezések, 6.) Budapest: Világirodalmi. MEK
- (1930): A beszélő papíros. Természettudományi Közlöny (62): 193–210.
- (1930): Új-Guineai emlékeimből. Milyen állatokat ismernek a pápuák? Természettudományi Közlöny (62): 481–488.
- (1930): Új-Guineai emlékeimből. I. Milyen állatokat ismernek a pápuák? Természettudományi Közlöny (62): 481–488.
- (1931): Új-Guineai emlékeimből. II. Milyen madarakat ismernek a pápuák? Természettudományi Közlöny (63): 33–45.
- (1932): Újguineai utazásom emlékei. Szerk.: Szabó-Patay József (Népszerű természettudományi könyvtár 13) Budapest: Királyi Magyar Természettudományi Társulat. REAL-EOD
- (1987): Hat év Új-Guineában. Válogatott írások. Bodrogi Tibor (szerk.) (A magyar néprajz klasszikusai). Budapest: Gondolat.